# 卡西姆帕夏清真寺

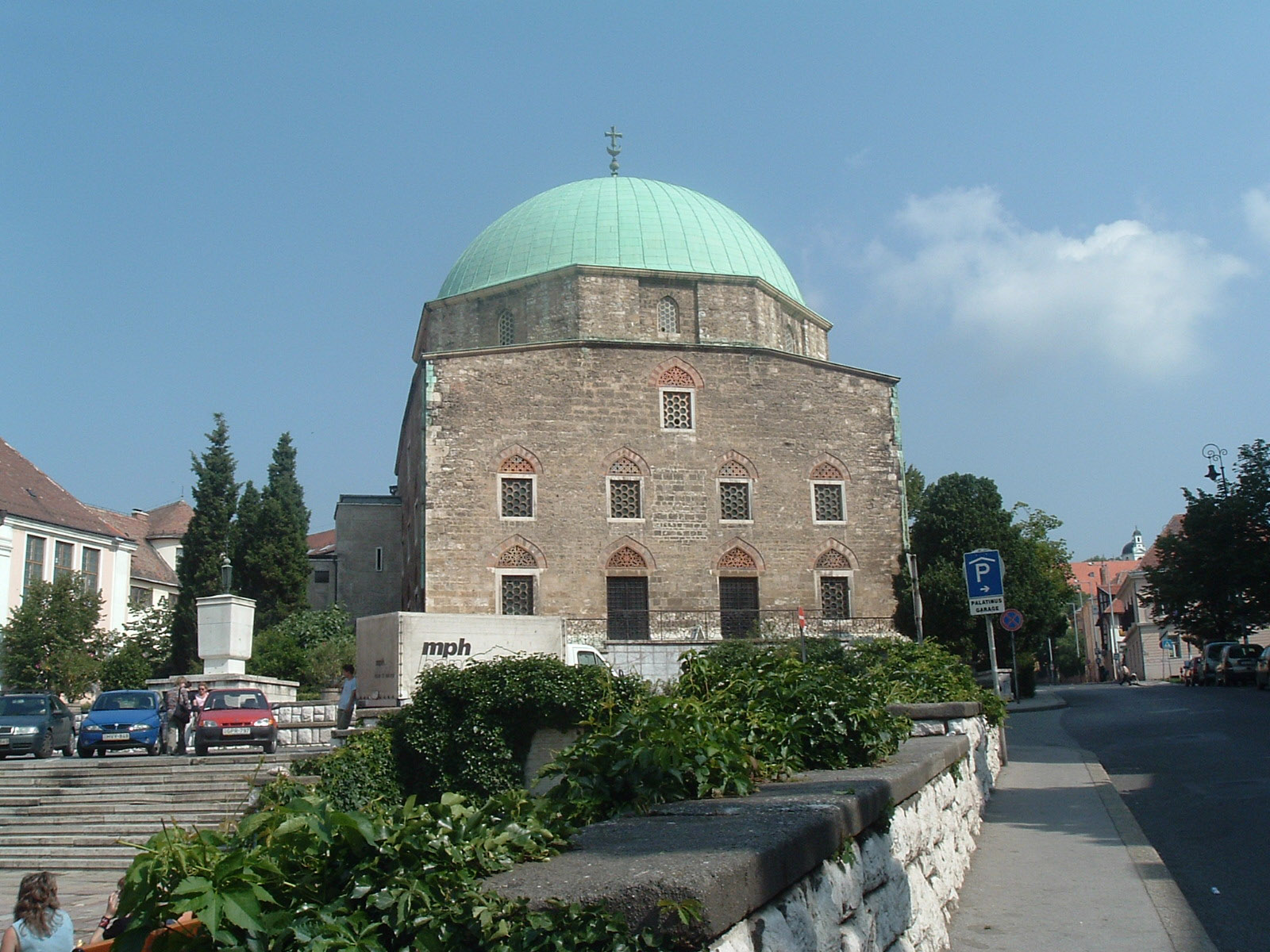
清真寺

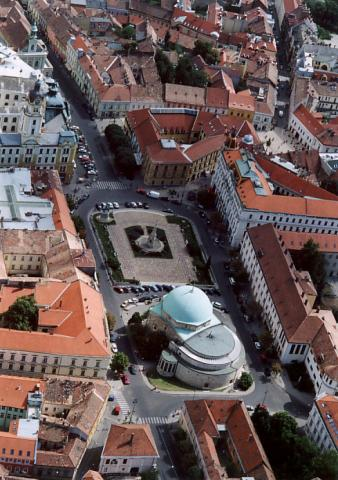
鸟瞰

卡西姆帕夏清真寺是匈牙利佩奇的地标之一，位于市中心的塞切尼广场。今天是一座天主教堂。它是匈牙利现存最大的奧斯曼建築之一。
卡西姆帕夏清真寺座落在塞切尼广场的制高点，是匈牙利最伟大的奧斯曼建築之一。该建筑的长度和宽度相等，由卡西姆帕夏兴建于1543年到1546年。这座清真寺修建在圣Bertalan教堂的废墟上，利用那些石料改建为清真寺。从18世纪到20世纪，这座建筑发生了许多变化。1766年，耶稣会拆除了清真寺的叫拜楼。主体部分仍然是原来的结构：圆顶，东南、西南和东北三个立面弧形的窗户；在教堂内部的两个土耳其浴池，以及石膏装饰，古兰经铭文清晰可见。